# IC 4939
IC 4939 ist eine Spiralgalaxie vom Hubble-Typ Sc im Sternbild Pfau am Südsternhimmel. Sie ist schätzungsweise 163 Millionen Lichtjahre von der Milchstraße entfernt und hat einen Durchmesser von etwa 65.000 Lichtjahren.

Im selben Himmelsareal befinden sich u. a. die Galaxien NGC 6860, IC 4936, IC 4938.
Das Objekt wurde am 15. August 1901 von DeLisle Stewart entdeckt.